# ریک هافمن
ریک هافمن (به انگلیسی: Rick Hoffman) یک بازیگر آمریکایی است. او بیشتر برای بازی در نقش پاتریک ون دورن در مجموعه جیک در حال پیشرفت شناخته می‌شود و از نقش‌های مهم او می‌توان به بازی در نقش لوئیز لیت (لویس) در مجموعهٔ تلویزیونی کت‌شلواری‌ها که از شبکه یواس‌ای نتورک پخش می‌شد، اشاره کرد.
.
از فیلم‌های معروف او می‌توان به بازی در فیلم محکوم شده، روز شکرگزاری، پستی و من عاشق کار شما هستم اشاره کرد.